# Płyta Bismarcka południowa

Płyta pacyficzna zaznaczona kolorem żółtym

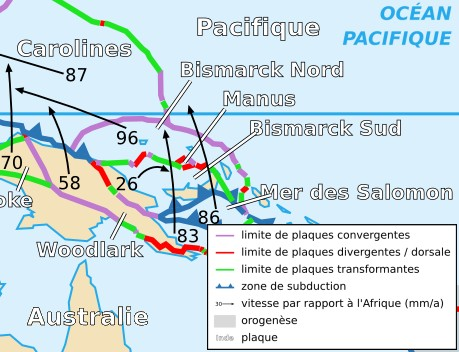
Płyta Bismarcka południowa

Płyta Bismarcka południowa − niewielka płyta tektoniczna (mikropłyta), położona w Azji Południowo-Wschodniej, uznawana za część większej płyty pacyficznej.
Płyta Bismarcka południowa od północy graniczy z płytą Bismarcka północną i płytą Manus, od południowego wschodu z płytą Morza Salomona i od południowego zachodu z płytą Woodlark.